# Frantiček Klossner

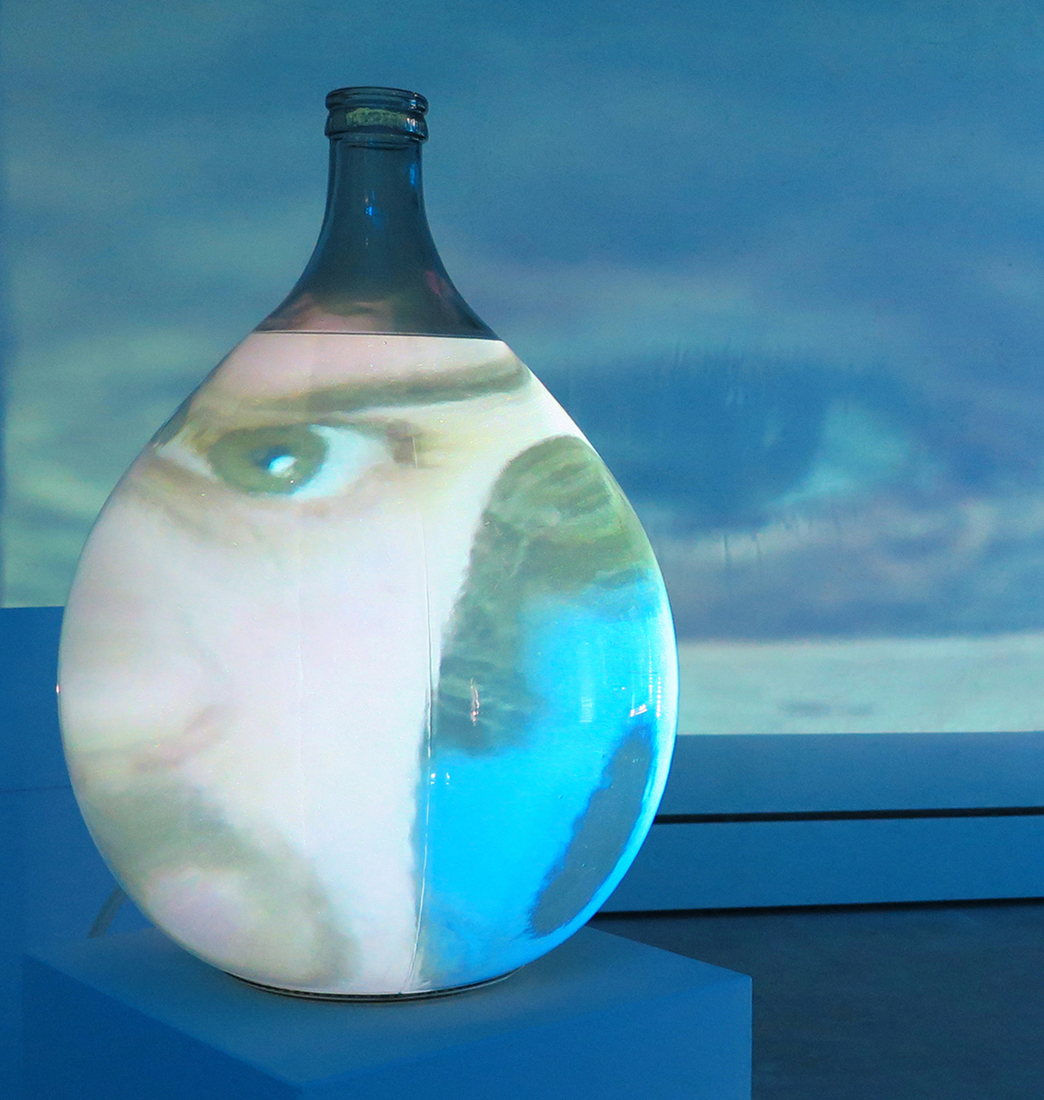
Frantiček Klossner, ex vivo in vitro, Videoinstallation, Kunsthalle Wil, 2014

Frantiček Klossner (* 28. Februar 1960 in Grosshöchstetten) ist ein Schweizer Künstler. Er ist spartenübergreifend tätig in den Bereichen Videokunst, Installation, Fotografie sowie Zeichnung und Public Art.

## Leben
Frantiček Klossner absolvierte seine künstlerische Ausbildung von 1985 bis 1989 an der F+F Schule für Kunst und Mediendesign in Zürich. Eine Weiterbildung in Performance/Theater schloss er bis 1992 an. 1990/1991 verbrachte er in New York City mit einem Stipendium der Stadt Bern. 1992 bis 1995 bildete er sich in Film, Videokunst und Mediendesign weiter. 1994 übernahm er einen Lehrauftrag an der F+F Schule für Kunst und Mediendesign, den er bis 2000 innehatte. Von 1996 bis 1998 war er Stipendiat am Schweizerischen Institut in Rom Istituto Svizzero di Roma. Von 2001 bis 2003 hatte Klossner einen Lehrauftrag an der Fachhochschule Nordwestschweiz in Aarau. Seit 2006 hat er einen Lehrauftrag für Performance an der Hochschule der Künste Bern.
Klossner ist ausserdem als Kurator tätig. So war er 2007 Co-Kurator der Ausstellung Les rêves du château im Musée historique et des porcelaines de Nyon und 1995 Kurator der Ausstellung Always Online in der Stadtgalerie Bern. Er gründete 1992 das Video-Festival Peep Art in Bern, das er bis 1996 leitete. Er kuratierte von 2006 bis 2009 den «Valiart Kulturraum für Medienkunst» in Bern. 2012 kuratierte er das Performancetreffen der ECAV École cantonale d’art du Valais auf dem Gipfel des Mont Fort im Wallis sowie die Ausstellung Wild at Heart in Zusammenarbeit mit der Hamburger Sammlung Reinking in der Zone Contemporaine in Bern mit Werken von Baldur Burwitz, Fabian Chiquet, Wim Delvoye, Andreas Egli, Manon, Victorine Müller, Ferhat Özgür und Antal Thoma.

## Werke in Sammlungen
Klossners Werke befinden sich in öffentlichen Sammlungen, darunter im Schweizerischen Nationalmuseum, im Kunsthaus Zürich, in der Sammlung der Moses Mendelssohn Stiftung in Berlin, in der Sammlung Reinking in Hamburg, im Museum für Kunst und Geschichte Freiburg, im Ursula Blickle Videoarchiv Österreichische Galerie Belvedere in Wien, im Neuen Berliner Kunstverein, in der Sammlung Carola und Günther Ketterer-Ertle, in der Graphischen Sammlung der Schweizerischen Nationalbibliothek, im Kunstmuseum Bern, im Kunstmuseum Solothurn, in der Videosammlung der Deutschen Nationalbibliothek in Leipzig, in der Bundeskunstsammlung der Schweizerischen Eidgenossenschaft, im Kunsthaus Centre PasquArt Biel-Bienne sowie in den Kunstsammlungen des Kantons Bern und der Stadt Bern.

## Werke im öffentlichen Raum
- 2014: Klepsydra, Performative Installation, Kirche Jegenstorf
- 2011: In Fragen baden, Visuelle Poesie, Sandstrahlarbeiten auf Glasfassaden, Schwimmbad Weyermannshaus Bern
- 2011: Alte Liebe rostet nicht, Visuelle Poesie, Permanente Installation, Haus der Universität Bern
- 2010: Fünf Sinne plus 1, permanente Installation, Christkatholische Kirche St. Peter und Paul (Bern), Bern
- 2007: Certains vivent pour la première fois, Urban-Art, Philosophische Straßenmarkierung, Môtiers, Val de Travers, NE
- 2005: Daumen- und Zehenkino, Urban-Art, ephemere Druckgrafik auf Asphalt, Inselspital, Bern
- 1998: Unterbrochene Notizen, Visuelle Poesie, Textinstallation auf Glasfassade, Schweizerisches Institut in Rom
- 1996: Übungstisch für soziale Neigungswinkel, Performative Skulptur, Ausgleichskasse des Kantons Bern

## Auszeichnungen (Auswahl)
- 2018: Network Kulturpreis, Ehrenpreis für Bildende Kunst
- 2017: Gewinner des Wettbewerbs "Kultur-Digital" der Bildungs- und Kulturdirektion des Kantons Bern
- 2009: Artposition Award, Publikumspreis
- 2007: Werkbeitrag Kulturfonds, Bundesamt für Kultur BAK
- 2009: Valiart Medienkunstpreis der Valiant Bank
- 1999: Nominierung für den Kunstpreis der Böttcherstraße, Bremen[1]
- 1997: Videokunstpreis der Länder Thüringen und Rheinland-Pfalz
- 1997: Werkstipendium der UBS-Kulturstiftung
- 1996: Mitgliedschaft am Schweizerischen Institut in Rom
- 1992: Kunstpreis der Bernischen Kunstgesellschaft, Aeschlimann-Corti Stiftung
- 1990: New-York-Stipendium der Stadt Bern

## Bibliographie (Auswahl)
- Frantiček Klossner: Menschliche Aggregatzustände - Ich schmelze, also bin ich!, Verlag Scheidegger und Spiess, 2025
- Sandra Gianfreda, Cathérine Hug: Apropos Hodler - Aktuelle Blicke auf eine Ikone, Kunsthaus Zürich, Wienand Verlag, 2024
- Caroline Schuster Cordone, Stephan Gasser, Ivan Mariano: CORPUS - Le corps et le sacré, Museum für Kunst und Geschichte Freiburg, 2021
- Peter Fischer: Schweizer Skulptur seit 1945, Snoeck Verlag, Aargauer Kunsthaus, 2021
- Claudia Waldner: Ich nicht Ich – Das Selbstbild im digitalen Zeitalter, Kunsthaus Zofingen, 2017
- Peter Friese: Frantiček Klossner – Kairos und Chronos, Kunstverein Ruhr, Essen, NRW, 2015
- Carsten Weidemann: Einverleibte Kunst, Frantiček Klossner in der Galerie Mönch Berlin, in: Queer.de, 19. September 2015
- Christine Breyhan: Franticek Klossner – Infinite Performance, in: Kunstforum International, Band 228, Aug–Sept 2014
- Gabrielle Obrist: Menschliche Aggregatzustände, in: Laboratorium – Franticek Klossner, Kunsthalle Wil, 2014.
- Gabrielle Obrist: Liquid Identity, in: Underground, Kontur Kunstverein Stuttgart e. V., 2014; Herausgeber Raimund Menges.
- Alice Henkes: Intervall vital, in: Feu sacré – Zum 200-jährigen Jubiläum der Bernischen Kunstgesellschaft, Kunstmuseum Bern, 2013; ISBN 978-3-86859-254-2.
- Kathleen Bühler: His- & Herstory, in: Das schwache Geschlecht – Neue Männerbilder in der Kunst, Kunstmuseum Bern, 2013; ISBN 978-3-906628-94-3.
- Susanne Petersen: Schlaf der Vernunft, in: Der Spiegel des Narziss, Taxispalais – Kunsthalle Tirol, Innsbruck, Snoeck Verlagsgesellschaft Köln, 2012; ISBN 978-3-86442-030-6.
- Michaela Nolte: Der Kunstflüsterer, Berner Almanach, Band 6 Performance, Edition Atelier Bern, 2012; ISBN 978-3-9523742-7-6.
- Hans Christoph von Tavel, Franticek Klossner: Neugier erfolgreich gelandet, zum Werk von Meret Oppenheim, in: Merets Funken, Kunstmuseum Bern, Bern 2012, ISBN 978-3-86678-678-3.
- Mechthild Zawadynski: Kunst am eigenen Leib, Kunsthalle Dominikanerkirche Osnabrück in Kooperation mit Rik Reinking, Hamburg, 2011, ISBN 978-3-89946-162-6.
- Christoph Vögele: Franticek Klossner/Schattenriss und Projektion, Kunstmuseum Solothurn, Verlag für moderne Kunst, Nürnberg 2008, ISBN 978-3-940748-58-4.
- Michaela Nolte: Franticek Klossner/What’s left when the head is melting, Galerie Mönch, Berlin 2006.
- Gerhard J. Lischka: ART CLIPS, ZKM Zentrum für Kunst und Medientechnologie, Karlsruhe 2006, ISBN 3-7757-1899-0.
- Städtische Museen Heilbronn: Die obere Hälfte/Die Büste seit Auguste Rodin, Edition Braus im Wachter Verlag, 2005, ISBN 978-3-89904-177-4.
- Hartware Medienkunstverein, Dortmund: So wie die Dinge liegen, Revolver Archiv für aktuelle Kunst Frankfurt, 2004, ISBN 978-3-937577-63-0.
- Neue Galerie Graz, Universalmuseum Joanneum: M_ARS Kunst und Krieg, Peter Weibel und G. Holler-Schuster. Hatje Cantz Verlag, 2003; ISBN 978-3-7757-1312-2.
- Dolores Denaro: Franticek Klossner/MESS UP YOUR MIND, Kunsthaus Grenchen, 2001, ISBN 3-906747-04-2.
- Barbara Comiotto: Der Körper in klirrender Kälte atmet sphärisch, in: FREEZE FRAMES, Edition Galerie Rigassi, Bern, 1993